# Giulio Romano

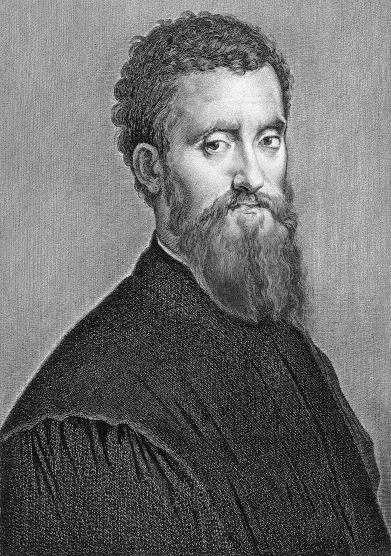
Giulio Romano (Stich von Jean-Louis Potrelle nach einem Selbstporträt Romanos).

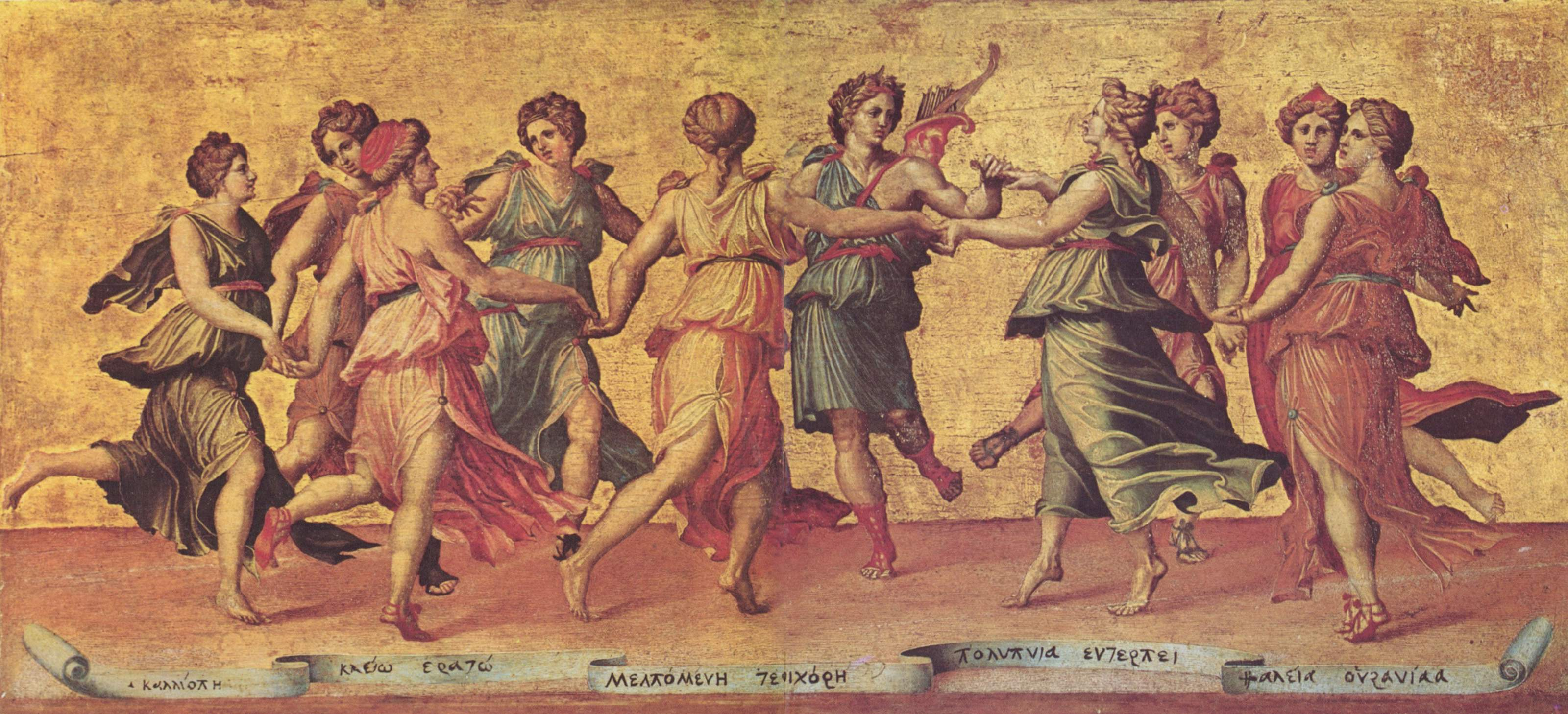
Tanz Apollons mit den Musen, Fresko im Palazzo Pitti, Florenz

Giulio Romano (* 1499 in Rom; † 1. November 1546 in Mantua; auch Giulio Pippi; eigentlich Giulio di Pietro Gianuzzi) war ein italienischer Maler, Architekt und Baumeister des Manierismus.
Seine durch die Spätwerke Raffaels und Michelangelos inspirierte Malweise und seine freie und persönliche Interpretation der architektonischen Formensprache der Renaissance machten ihn zu einem Meister des Manierismus in Italien. Kenntnisse über sein Werk waren durch Marcantonio Raimondis Kupferstiche auch im übrigen Europa verbreitet.

## Leben und Werk

### Rom
Giulio Romano wurde in der Werkstatt Raffaels in Rom ausgebildet und ist dort 1515 erstmals urkundlich nachgewiesen. Er war Raffaels enger Mitarbeiter, der ihn an der Ausführung vieler seiner Fresken und Gemälde beteiligte, so hat er beispielsweise das jetzt im Prado vorhandene Bild Heilige Familie unter dem Eichbaum nach dessen Skizzen entworfen und gemalt.
Im Vatikan malte er zusammen mit Raffael Fresken in den vatikanischen Stanzen und Loggien und er führte 1517/18 in der Villa Farnesina gemeinsam mit Raffaellino del Colle, Gianfrancesco Penni und Giovanni da Udine die Dekoration mit Bildern aus der Geschichte von Amor und Psyche aus.
Nach Raffaels Tod im Jahre 1520 übernahm er zusammen mit Penni die Werkstatt, beide vollendeten die restlichen Aufträge, und die Raffael-Werkstatt dominierte weiterhin den Kunstbetrieb in Rom. Zunächst schlossen sie die Ausmalungen im Atrium der Villa Madama ab, die Raffael für den Kardinal Giulio de’ Medici, den späteren Clemens VII., begonnen hatte. In der Folge malten sie im Auftrag vom Papst Leo X. Fresken für die Sala di Constantino im Vatikan. Giulios religiöse Tafelbilder aus der Zeit zwischen 1520 und 1524 sind in ihrem formalen Aufbau noch an Raffael orientiert, während sich in der Farbwahl, der Fülle der Figuren und den ungewöhnlichen Motiven schon neue Entwicklungen seiner Malkunst andeuten.
Aus den zwanziger Jahren stammen die modi, 16 erotische Zeichnungen, die von Marcantonio Raimondi in Kupfer gestochen worden sind und die von Pietro Aretino mit pornographischen Versen, den sonetti lussuriosi, versehen wurden. Raimondi wanderte wegen dieser Stiche ins Gefängnis, das Buch wurde von der Kirche auf den Index gesetzt.
Seine erste Aufgabe als Architekt war die Fertigstellung der Villa Lante auf dem Gianicolo in Rom, die 1518 von Raffael begonnen worden war. Es folgte der Auftrag zum Bau des Palazzo Cicciaporti-Senni, ein Bau, an dem sich Giulios spektakuläre Brüche mit den Prinzipien der Baukunst der Renaissance schon andeuten. So ersetzte er dort optisch die tragenden Pilaster durch dekorative Lisenen und die Basen der Säulen ruhen auf breiten Gesimsen, in denen die Säulenbasen scheinbar versinken.

### Mantua

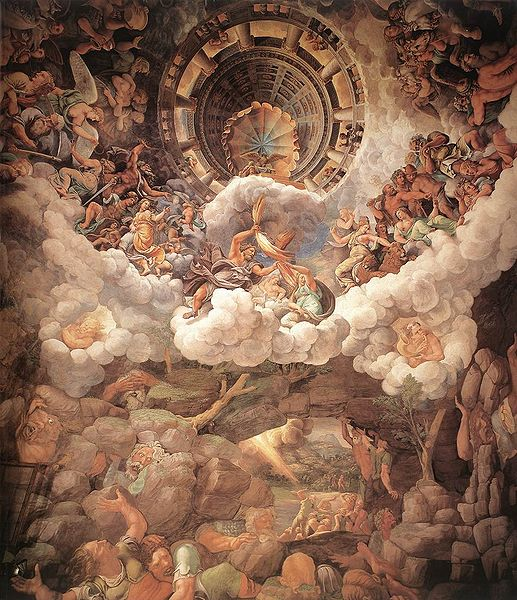
Sturz der Giganten (Fresko im Palazzo del Tè)

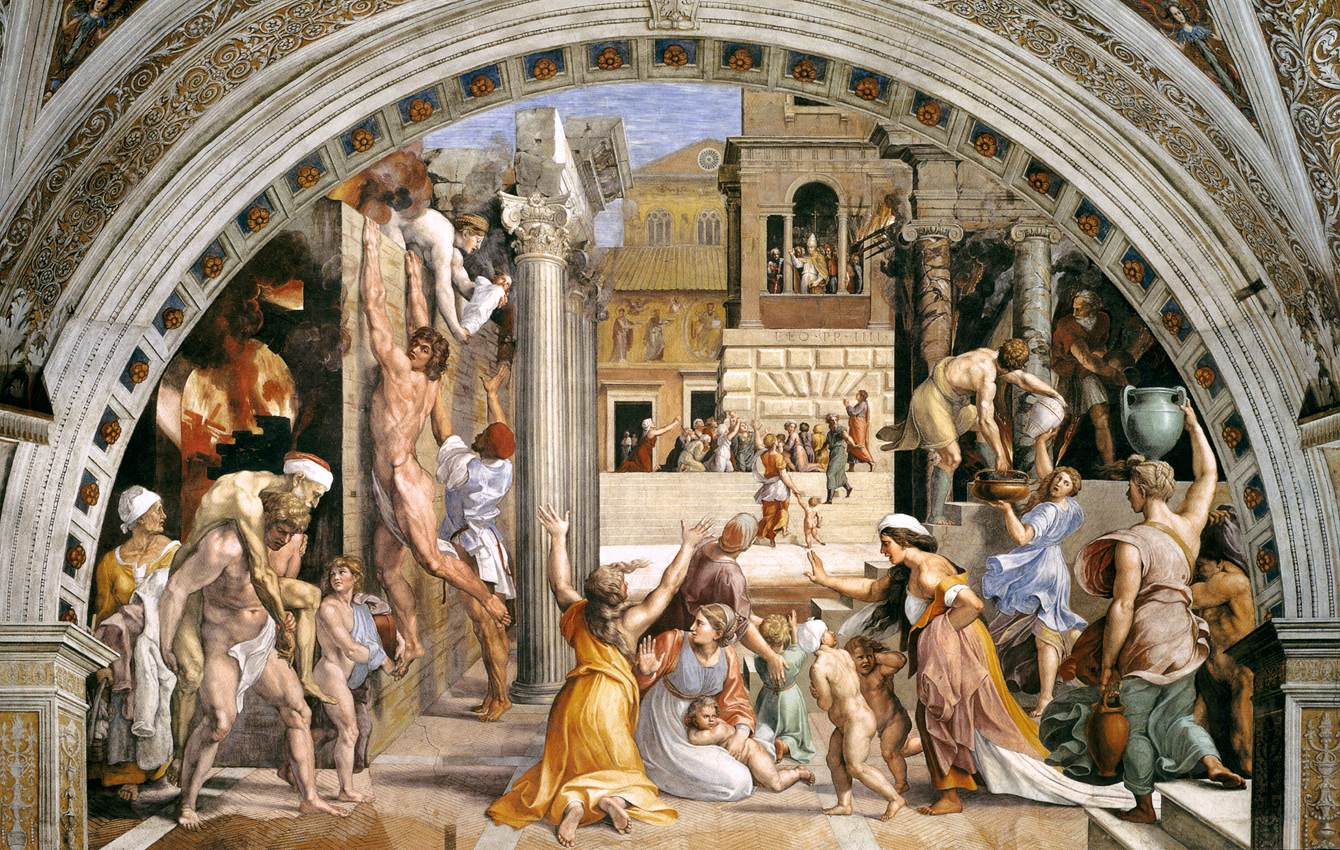
Raffael und Giulio Romano: Der Borgobrand

Herzog Federico II. Gonzaga von Mantua berief ihn 1524 nach Mantua und ernannte ihn zum Direktor der Wasserbauten und zum Oberintendanten der Gebäude. In den Folgejahren gab er der Stadt ein völlig neues Aussehen. Sein Hauptwerk ist der Palazzo del Tè, ein Lustschloss vor den Toren der Stadt Mantua, den er für den Herzog erbaute und mit spektakulären Fresken ausstattete. Für den Palast des Herzogs entwarf er einen Cortile mit gewundenen Doppelsäulen im Obergeschoss. Von 1545 ist der Entwurf für den Dom in Mantua.
Giulio Romano starb am 1. November 1546 in Mantua, als er gerade im Begriff war, als neu ernannter Architekt des Petersdoms in Rom die Stadt zu verlassen.

## Werke

### Gemälde
- Geschichte von Amor und Psyche, Fresken in der Villa Farnesina in Rom, 1517/18, zusammen mit Raffaellino del Colle,
- Giovanni Francesco Penni und Giovanni da Udine unter der Leitung von Raffael
- Fresken in den Loggien und in den Stanzen des Raffael im Vatikan, u. a. Der Borgobrand, Fresko nach dem Entwurf von Raffael, 1517
- Die Madonna und Johannes der Täufer, Sakristei der Kanoniker im Petersdom, Rom
- Heilige Familie unter dem Eichbaum, um 1518/19, nach dem Entwurf von Raffael, Prado, Madrid
- Sieg Konstantins des Großen und weitere Fresken, nach den Entwürfen von Raffael
- ausgeführt von Giulio Romano, Francesco Penni und Raffaellino del Colle, Sala di Constantino im Vatikan
- Madonna mit der Katze, 1522–1523
- Pala Fugger (Altarbild der Fugger), Santa Maria dell’Anima, Rom
- Madonna mit der Waschschüssel, um 1525, Gemäldegalerie Alte Meister, Dresden
- Steinigung des Heiligen Stephan, um 1520–1525, Santo Stefano, Genua
- Fresken im Palazzo Ducale in Mantua, 1524
- Fresken im Palazzo del Tè, Mantua unter anderen: Der Sturz der Giganten, um 1532 (s.Abb.rechts)

### Bauten

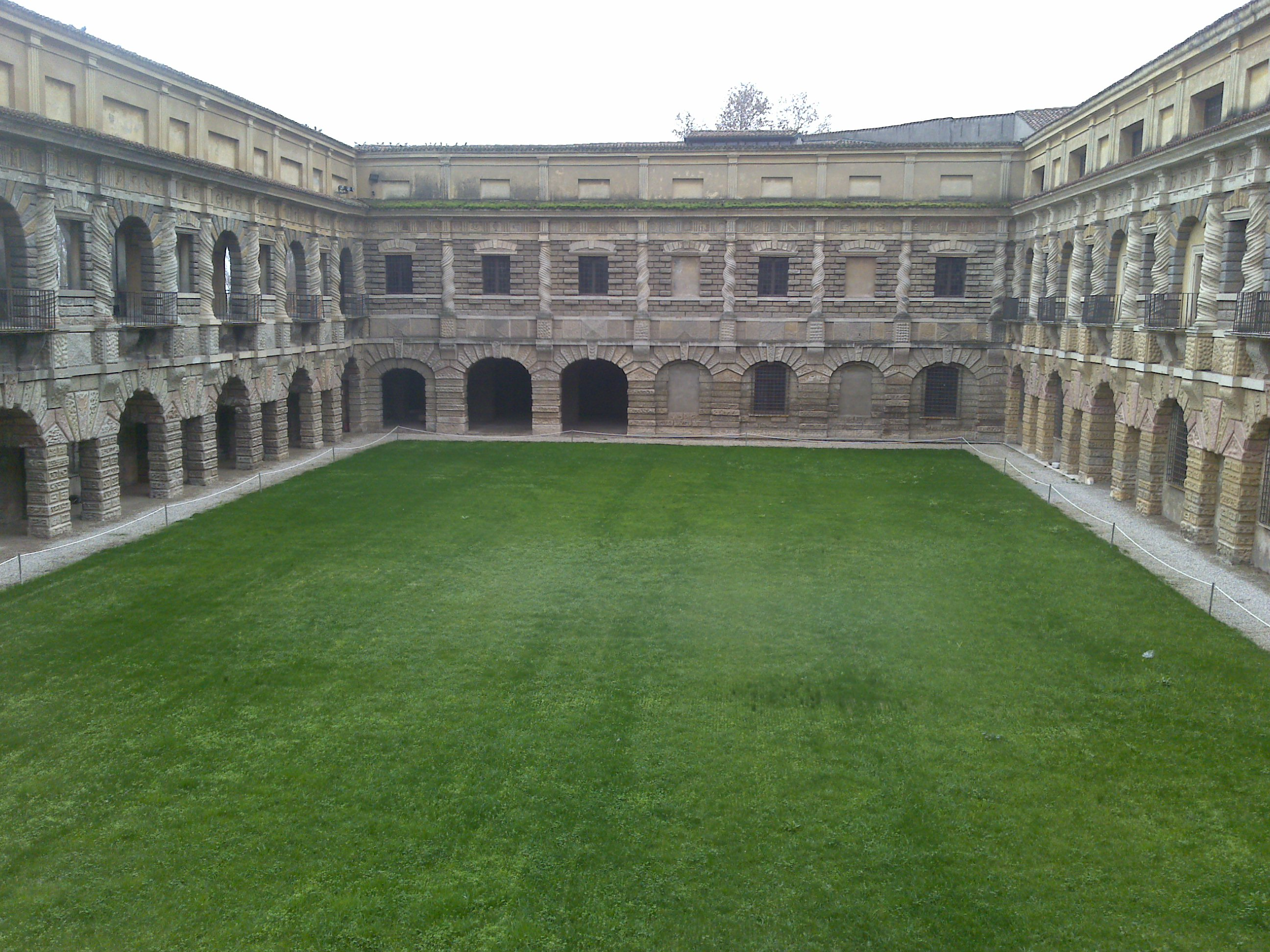
Der Cortile della Cavallerizza im Palazzo Ducale von Mantua

- Villa Madama in Rom, Fertigstellung des Baus von Raffael bzw. von Antonio da Sangallo d. J.
- Villa Turini (Villa Lante), Bau und Innendekoration, Rom
- Palazzo Cicciaporto-Senni, 1521–1522, Rom,
- Palazzo Maccarani (heute Palazzo Di Brazzà),
- Villa Adimari Salviati, Rom
- Palazzo del Tè, 1526 bis 1535, Mantua
- Restaurierung des Klosters San Benedetto di Polirono 1540–1544
- Wohnhaus Giulio Romanos in Mantua, um 1544
- Cortile della Cavallerizza im Palazzo Ducale in Mantua, um 1544
- Entwurf der Kirche Sankt Benedikt in Mantua, nach 1545
- Umbau der Kathedrale von Mantua

## Auktionen
- 1825 in Nürnberg: Eine höchst obscöne Vorstellung, deren nähere Beschreibung ausser den Grenzen der Sittlichkeit liegt.[2]